# Statue d'Alexandre Tamanian
La statue d'Alexandre Tamanian ou Monument Tamanian est une statue installée en 1974, rue Tamanian à Erevan en Arménie. Elle représente l'architecte Alexandre Tamanian au travail. C'est une création du sculpteur Artashes Hovsepian (hy) et de l'architecte Seda Petrossian.

## Description
Le monument est construit de basalte et de granit. Elle est haute de 3 mètres.
Les deux piliers supportant le plateau sur lequel s'appuie Alexandre Tamanian représentent le passé et le futur. Le travail de Tamanian symbolise donc un pont entre ces deux périodes.
Sur le piédestal, est gravé un vers de Yéghiché Tcharents :
« Նա տեսել է երևի արևային մի քաղաք »
— Yéghiché Tcharents

« Il a probablement vu une ville solaire »